# Delphoi himnuszok

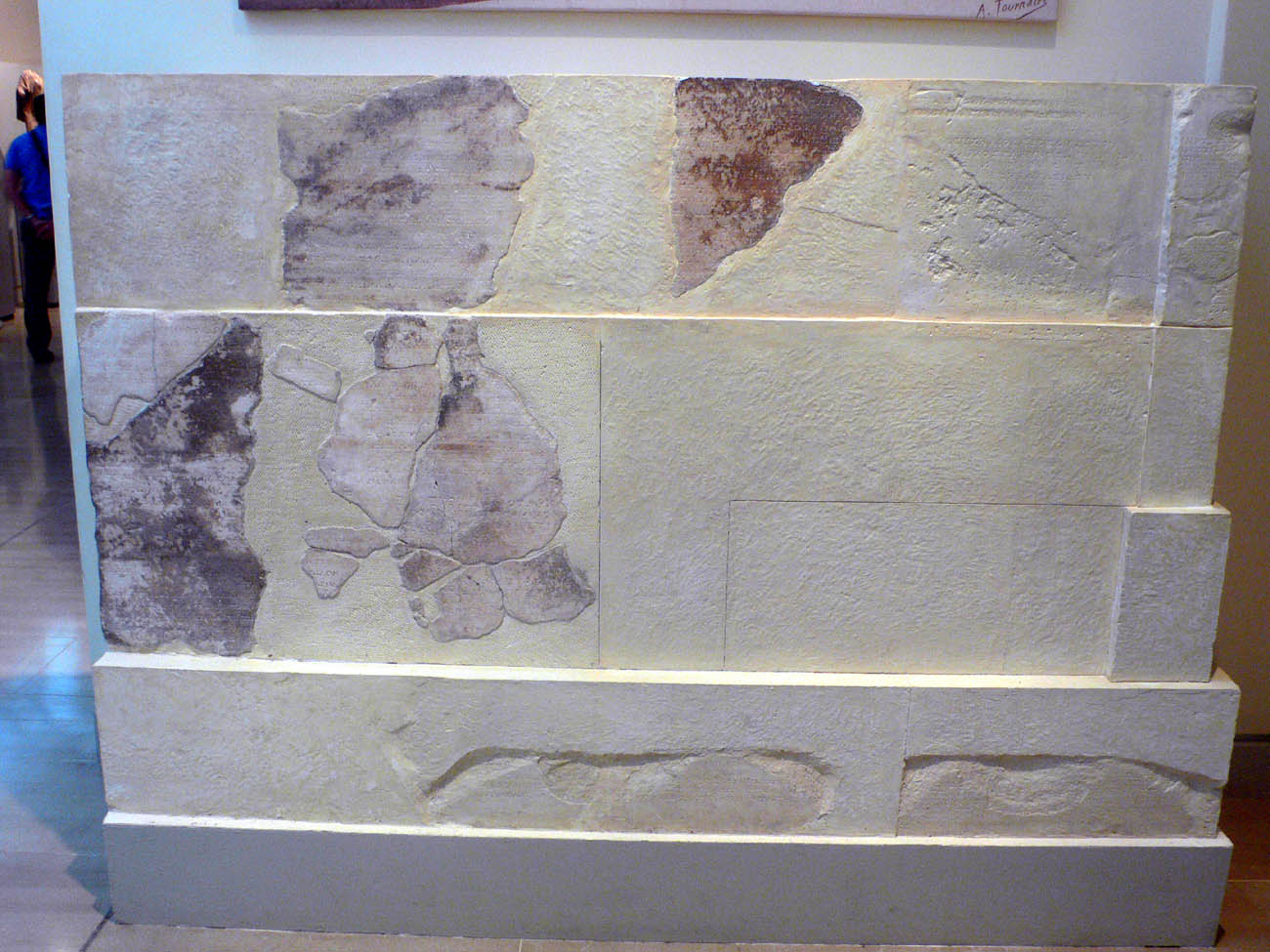
A két himnusz töredéke a Delphoi Régészeti Múzeumban

A delphoi himnuszok két ókori görög dal, amelyek némileg töredékesen maradtak fenn. Sokáig úgy vélték, az első i. e. 138 körül, a második i. e. 128 körül keletkezett, de a tudomány jelenlegi állása szerint mindkettőt i. e. 128-ban írták. A delphoi himnuszok a legkorábbi olyan lejegyzett dallamok a nyugati kultúrkörben, melyeknek szerzője név szerint ismert.

## Történet
Mindkét himnusz Apollón tiszteletére íródott, és a delphoi Athéni kincsesház külső déli falából származó kőtöredékeken találta meg őket 1893-ban egy francia régész. Rekonstruálásukat segítette, hogy az első himnusz vokális, a második instrumentális notációt használ. Mivel az első sor nehezen olvasható, sokáig azt hitték az első himnusz szerzőjéről, hogy athéni származású, de később bebizonyosodott, hogy nem az athénaiosz („az athéni”) mint melléknév áll ott, hanem az Athénaiosz Athénaiu („Athénaiosz, Athénaiosz fia”) név. A második himnuszról pontosan tudni, hogy i. e. 128-ban íródott, és ebben az évben elő is adták. Ennek a szerzőjét a himnusz elején és egy másik feliratban is megnevezik: Liméniosz, Thoinosz fia, egy athéni szerző. Mindkét himnuszt a Püthia-ünnep tiszteletére írták, melyet tízévente egyszer rendeztek.

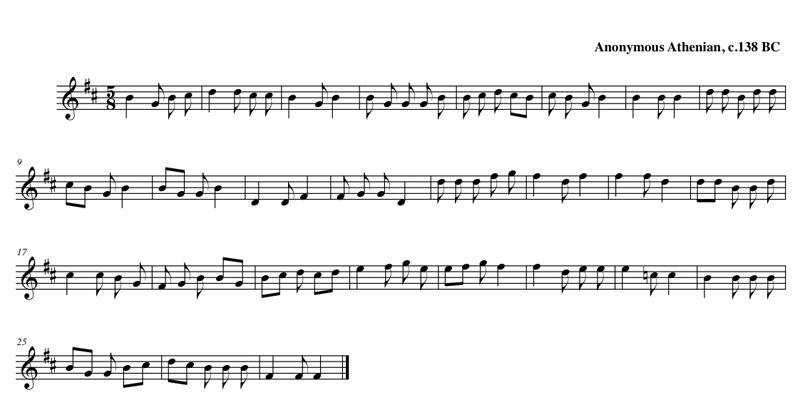
Az első himnusz első szakasza

A hangmagasságok némelyike csak feltételezés.

## Első delphoi himnusz
Mindkét himnusz monofón (egyetlen dallamból áll), de notációjuk eltérő. Az első himnuszt vokális notációban jegyezték le, és végi krétai metrumot használ. Fríg és hyperfríg hangnemben íródott, sok variációval: archaikus pentaton hatást kelt a legalacsonyabb tetrachordokban a likhanosz elkerülésével, a meszé (általában középső C) fölött hangnemváltás van egy konjunkt kromatikus tetrachord (C D♭ D F) és egy diszjunkt diatonikus tetrachord (D E♭ F G) között, melyet két további kromatikus hang, egy A♭ és egy A egészít ki.
Az első delphoi himnusz két fő részből áll, első 27 sora hálaének, az ezt követő hét sor valószínűleg hüporkhéma (élénk táncot kísérő dal). Végig krétai verslábat használ. Amellett, hogy a legkorábbi fennmaradt rekonstruálható ókori zenerészlet, valószínűleg egyben a leghosszabb ismert ókori dallam is; bár sajnos nem maradt fenn teljes egészében, de valószínűleg hosszabb lehetett, mint a 40 soros második delphoi himnusz. (A legkorábbi teljes egészében fennmaradt dal az i. sz. 1. századból származó Szeikilosz sírverse). Pontos előadásmódja nem ismert, de Limenioszt egy másik delphoi felirat mesteri kithérajátlkosként említi, valószínűleg énekest vagy énekeseket kísért.

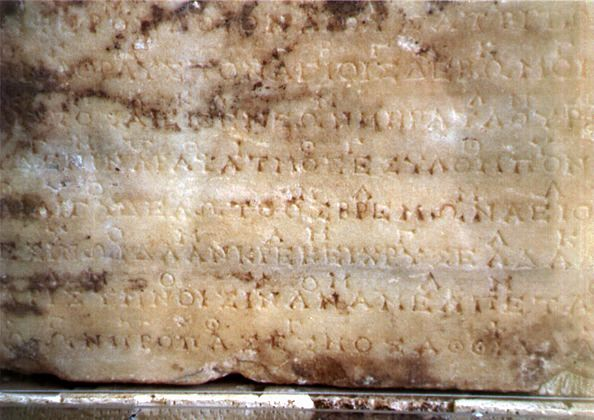
Kép az eredeti kőről, melyen a második himnusz fennmaradt. A notációt a görög betűk fölötti jelek alkotják.

## Második delphoi himnusz
A második himnusz címe Hálaének és körmeneti ének az istenhez. Tíz részből áll, az első kilenc sora krétai verslábban íródott – ez a hálaének –, a tizedik aeol. Hangnemük a következő:
1. Líd
2. Hypolíd
3. Hypolíd
4. Kromatikus líd
5. Hypolíd
6. Hypolíd
7. Kromatikus líd
8. Hypolíd
9. Líd
10. Líd

## Felvételek
- Musiques de l'Antiquité Grecque: De la Pierre au son. Ensemble Kérylos, directed by Annie Bélis. BNP, 1996. K617-069
- Music of Ancient Greece. OP and PO Orchestra, conducted by Christodoulos Halaris. Orata. ORANGM 2013.
- Music of the Ancient Greeks. De Organographia (Gayle Stuwe Neuman, Philip Neuman, and William Gavin). Pandourion Records, 1997. PRDC 1001.
- Musique de la Grèce antique. Atrium Musicæ de Madrid, Gregorio Paniagua, dir. Harmonia Mundi (France), 1979. HMA 1901015.